# Sara
Sara  è un nome proprio di persona italiano femminile.

## Varianti
- Alterati: Sarina[3], Saretta
- Maschile: Saro

### Varianti in altre lingue
- Amarico e tigrino: ሳራ (Sara)
- Antico slavo ecclesiastico: Сарра (Sarra)[2]
- Arabo: سارة (Sara, Sarah)[2]
- Bosniaco: Sara[2]
- Catalano: Sara[4]
- Ceco: Sára[2]
- Coreano: 사라 (Sara)[2]
- Croato: Sara[2]
- Ebraico: שָׂרָה (Sarah)[2][3]
  - Alterati: שָׂרִית (Sarit)[2]
- Finlandese: Saara[2], Sari[2]
  - Alterati: Saija[2], Salli[2]
- Francese: Sarah[2], Sara[2]
- Greco biblico: Σαρρα (Sarra)[2][3]
- Greco moderno: Σαρα (Sara)[2]
- Hawaiiano: Kala[2]
- Inglese: Sarah[2]
  - Alterati: Sadie[2], Sal[2], Sallie[2], Sally[2]
- Latino biblico: Sara[1][3]
- Macedone: Сара (Sara)[2]
- Māori: Hera[5], Heera[5]
- Olandese: Sara[2]
- Persiano: سارا (Sara)[2]
- Polacco: Sara[2]
- Portoghese: Sara[2]
- Russo: Сара (Sara)
- Slovacco: Sára[2]
- Sloveno: Sara[2]
- Spagnolo: Sara[2][4]
  - Alterati: Sarita[2]
- Svedese: Sara[2]
  - Ipocoristici: Sassa[2]
- Tedesco: Sara[2], Sarah[2]
- Ungherese: Sára[2]
  - Alterati: Sári[2], Sárika[2]
- Yiddish: Suri[2]
  - Alterati: צײַטל (Tzeitel)[2]

## Origine e diffusione

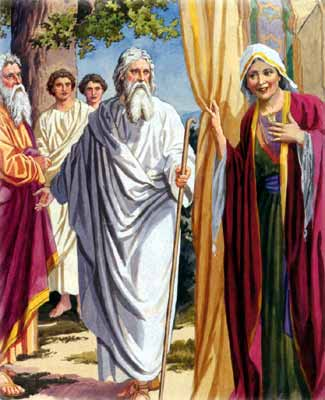
Sara e Abramo ospitano i tre angeli

Deriva dall'ebraico שָׂרָה (Sarah), che significa "signora" o "principessa"; è un nome di tradizione biblica, essendo portato dalla moglie di Abramo e madre di Isacco, Sara, il cui nome venne cambiato da Dio, in quanto essa era in origine chiamata שָׂרָי (Saray, Sarai), che significa probabilmente "litigiosa". È inoltre portato, sempre nella Bibbia, anche dalla moglie di Tobia.
Alcune delle varianti di Sara sono omografe con altri nomi: ad esempio, la forma finlandese Sari e il diminutivo ungherese Sári sono simili all'indonesiano Sari, che significa "essenza", e la forma hawaiiana Kala coincide con il nome indiano कला (Kala), che vuol dire "virtù". Va inoltre notato che il nome scozzese Mór e la sua variante Morag vengono usati per tradurre l'inglese Sarah, mentre in Calabria ed in Sicilia "Sara" può costituire un ipocoristico del nome Rosaria. In Germania, durante il periodo nazista, dal 1938 in poi, tutte le donne e le ragazze ebraiche che non avessero già un nome considerato "tipicamente ebraico" furono costrette ad aggiungere Sara come nome aggiuntivo.
Sara è stato, secondo l'ISTAT, uno dei nomi più usati per le nuove nate in Italia nei primi anni del XXI secolo, essendo il quarto nome più diffuso del 2004 e il secondo del 2006; negli Stati Uniti, nella forma Sarah, il nome è stato fra i più popolari sia negli anni 1970 che fra il 1978 e il 2000. In inglese il nome è stato usato a partire dalla Riforma protestante.

## Onomastico
L'onomastico si festeggia il 20 aprile in memoria di santa Sara, martire ad Antiochia di Siria. La beata Sára Salkaházi, vergine e martire a Budapest, è ricordata il 27 dicembre, mentre la biblica Sara, moglie di Abramo, è commemorata solo dalla Chiesa copta il 19 agosto; tutte le altre confessioni non la ricordano singolarmente, e i cattolici possono eventualmente ricordarla lo stesso giorno del marito (il 9 ottobre) oppure assieme agli altri antenati di Gesù (il 24 dicembre).
Infine, va notato che la comunità Rom di Saintes-Maries-de-la-Mer festeggia, il 24 maggio, santa Sara la Nera, protettrice degli zingari, il cui culto però non è riconosciuto da alcuna confessione cristiana.

## Persone

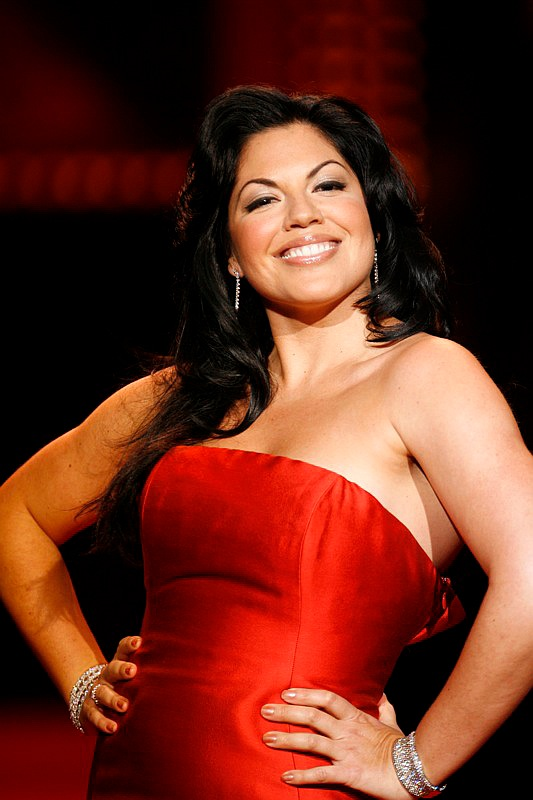
Sara Ramírez

- Sara Allgood, attrice irlandese naturalizzata statunitense
- Sara Anzanello, pallavolista italiana
- Sara Bareilles, cantante, pianista e compositrice statunitense
- Sara Borsarini, o semplicemente "Sara", pseudonimo della cantante Liviana Borsarini
- Sara D'Amario, attrice italiana
- Sara Dylan, prima moglie di Bob Dylan
- Sara Errani, tennista italiana
- Sara Forestier, attrice francese
- Sara Gilbert, attrice, regista e sceneggiatrice australiana
- Sara Labidi, doppiatrice italiana
- Sara Paxton, attrice e cantante statunitense
- Sara Ramírez, attrice e cantante messicana
- Sara Rue, attrice statunitense
- Sara Simeoni, altista italiana
- Sara Watkins, violinista e compositrice statunitense

### Variante Sarah

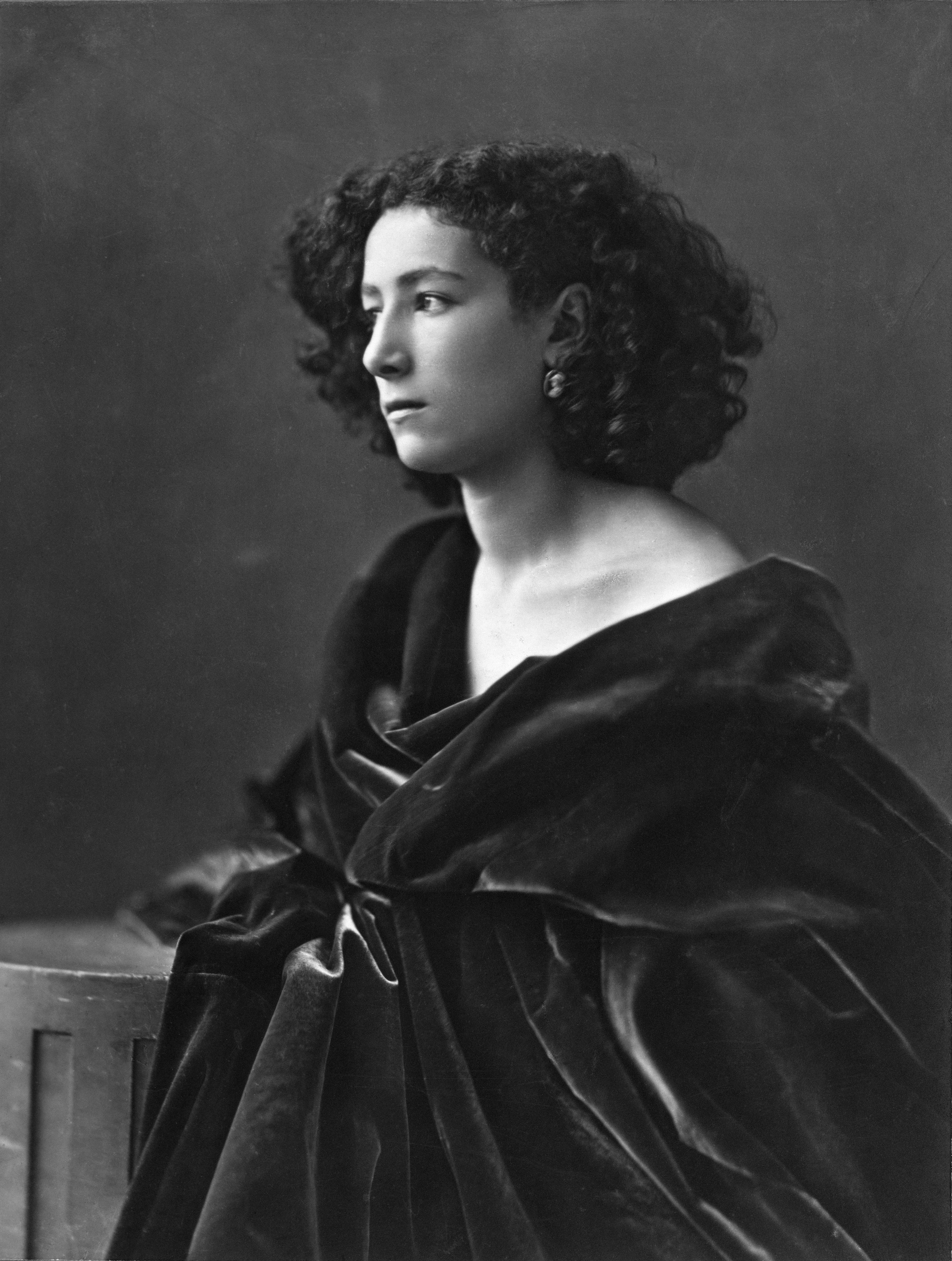
Sarah Bernhardt

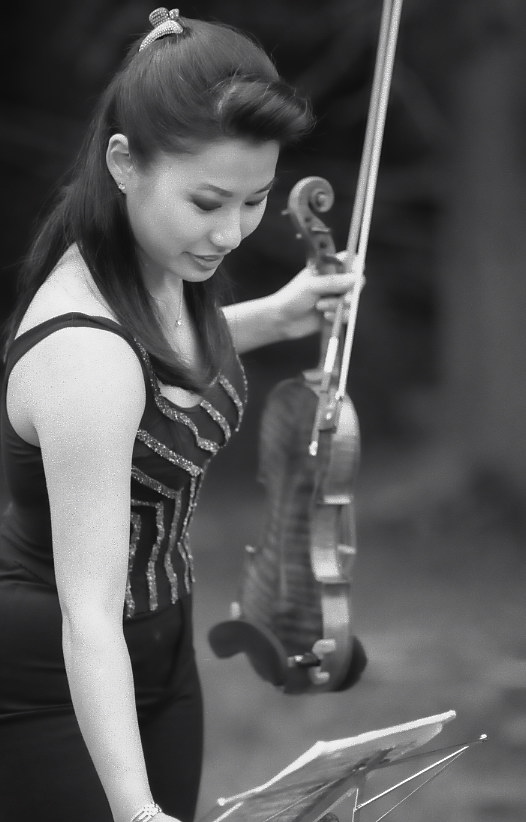
Sarah Chang

- Sarah Bernhardt, attrice teatrale francese
- Sarah Brightman, soprano e attrice britannica
- Sarah Chalke, attrice canadese
- Sarah Chang, violinista statunitense
- Sarah Churchill, attrice e danzatrice britannica
- Sarah Felberbaum, attrice, conduttrice televisiva e modella italiana
- Sarah Ferguson, ex moglie di Andrea, duca di York
- Sarah Ferrati, attrice teatrale italiana
- Sarah Knauss, supercentenaria statunitense
- Sarah Michelle Gellar, attrice statunitense
- Sarah Maestri, attrice e scrittrice italiana
- Sarah Orne Jewett, scrittrice statunitense
- Sarah Palin, politica e giornalista statunitense
- Sarah Jessica Parker, attrice statunitense
- Sarah Siddons, attrice teatrale britannica
- Sarah Toscano, cantautrice italiana
- Sarah Vaughan, cantante statunitense

### Variante Sally
- Sally Barsosio, atleta keniota

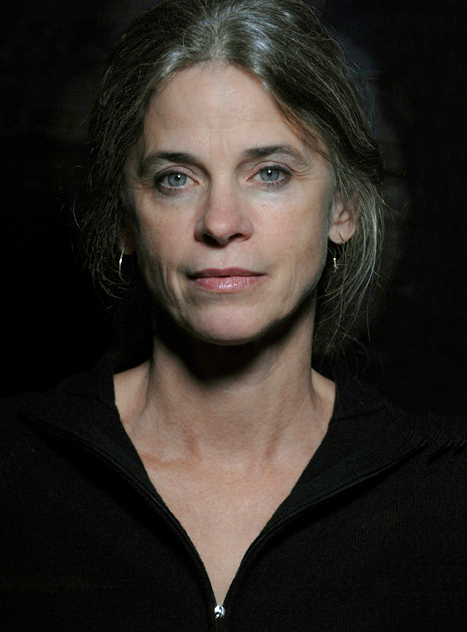
Sally Mann

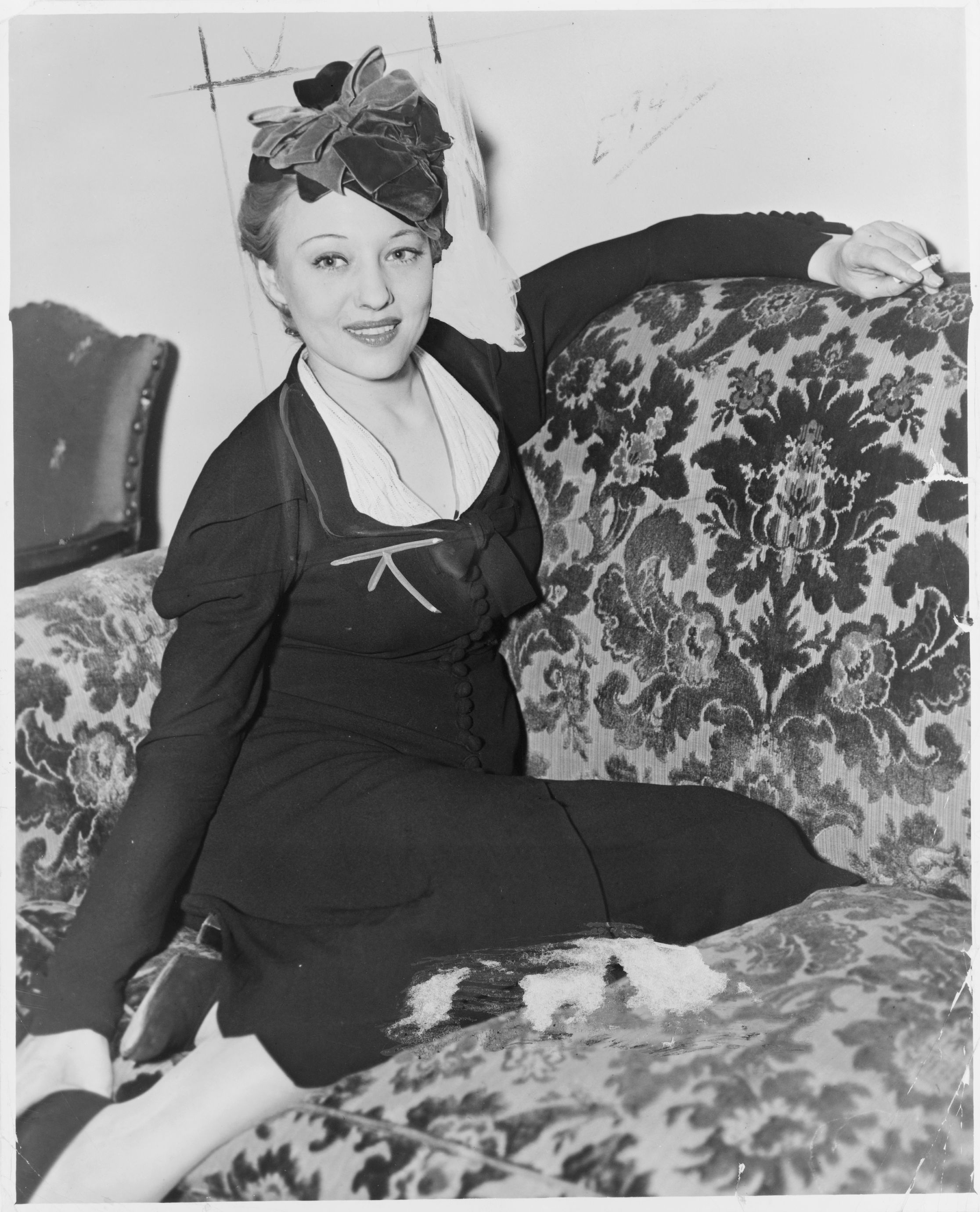
Sally Rand

- Sally Beauman, scrittrice britannica
- Sally Blane, attrice statunitense
- Sally Davies, pittrice e fotografa canadese
- Sally Doherty, cantante britannica
- Sally Emerson, scrittrice britannica
- Sally Field, attrice statunitense
- Sally Gunnell, atleta britannica
- Sally Hawkins, attrice britannica
- Sally Hemings, schiava del presidente degli Stati Uniti Thomas Jefferson
- Sally Ann Howes, attrice e cantante britannica
- Sally Kirkland, attrice statunitense
- Sally Mann, fotografa statunitense
- Sally Menke, montatrice statunitense
- Sally Morgan, scrittrice e illustratrice australiana aborigena
- Sally Mortemore, attrice britannica
- Sally O'Neil, attrice statunitense
- Sally Oldfield, musicista e cantante britannica
- Sally Pearson, atleta australiana
- Sally Peers, tennista australiana
- Sally Phillips, attrice britannica
- Sally Potter, regista e sceneggiatrice britannica
- Sally Rand, attrice e ballerina statunitense
- Sally Ride, astronauta statunitense
- Sally Struthers, attrice statunitense
- Sally Wheeler, attrice statunitense
- Sally Yeh, cantante cinese

### Altre varianti

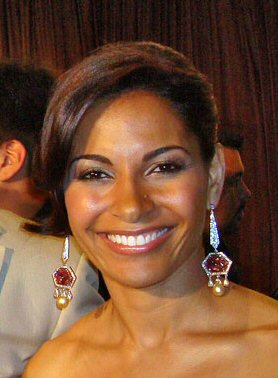
Salli Richardson

- Sari Essayah, atleta e politica finlandese
- Sadie Frost, attrice britannica
- Sarit Hadad, cantante israeliana
- Saara Loikkanen, pallavolista finlandese
- Salli Richardson, attrice statunitense
- Sára Salkaházi, religiosa ungherese
- Sadie Soverall, attrice e modella britannica

## Il nome nelle arti
- Sara è un personaggio del romanzo I Malavoglia di Giovanni Verga.
- Sara è la protagonista femminile del film del 1974 Profumo di donna, diretto da Dino Risi.
- La zia Sara è un personaggio del film d'animazione Disney Lilli e il vagabondo.
- Sarah è la protagonista del film del 1986 Labyrinth - Dove tutto è possibile, diretto da Jim Henson.
- Sally Brown è un personaggio della serie a fumetti Peanuts.
- Sara Carati è un personaggio del film La meglio gioventù, diretto da Marco Tullio Giordana.
- Sara Cirmena è un personaggio del romanzo Mastro-don Gesualdo di Giovanni Verga.
- Sarah Connor è un personaggio della serie di film Terminator.
- Sally Gleason è un personaggio della soap opera Sentieri.
- Sally Hardesty è un personaggio della serie di film Non aprite quella porta.
- Sadie Kane è un personaggio dei romanzi della serie The Kane Chronicles, scritta da Rick Riordan.
- Sarah Lance è un personaggio della serie televisiva Arrow nonché uno dei tanti nomi della supereroina Black Canary.
- Sara La Quaglia è un personaggio del film del 1955 Destinazione Piovarolo, diretto da Domenico Paolella.
- Sarah Linden è la protagonista femminile della serie televisiva The Killing.
- Sara Marcocci è un personaggio del film del 1956 Il ferroviere, diretto da Pietro Germi.
- Sara May è un personaggio dell'omonimo film del 2004, diretto da Marianna Sciveres.
- Sara Moore è un personaggio del film del 2002 Tutta colpa di Sara, diretto da Reginald Hudlin.
- Sally Scraggs è un personaggio del film del 1913 Sally Scraggs: Housemaid, diretto da Robert Z. Leonard.
- Sara Sidle è un personaggio della serie televisiva CSI - Scena del crimine.
- Sally Spectra è un personaggio della soap opera Beautiful.
- Sarah Starzynski è un personaggio del film del 2010 La chiave di Sara, diretto da Gilles Paquet-Brenner.
- Sara Tidwell è un personaggio del romanzo di Stephen King Mucchio d'ossa.
- Sarah Walker è un personaggio della serie televisiva Brothers & Sisters - Segreti di famiglia.
- Sarah Walker è un personaggio della serie televisiva Chuck.
- Sara Crewe è la protagonista del romanzo La piccola principessa di Frances Hodgson Burnett.
- Sara è una canzone del 1978 di Antonello Venditti.
- Sara è una canzone del 1979 dei Fleetwood Mac.
- Sara è una canzone di Bob Dylan.
- Sara è una canzone del 2001 di Pino Daniele dedicata alla figlia.
- Sara è una canzone del 2005 di Paolo Meneguzzi.
- Sally è una canzone del 1996 di Vasco Rossi contenuta nell'album Nessun pericolo... per te.
- Sallie May è un personaggio della webserie animata Helluva Boss.
- Sadie è un personaggio della serie animata A Tutto Reality.